# Wiewiórów (gmina Dobryszyce)
Wiewiórów – wieś w Polsce, położona w województwie łódzkim, w powiecie radomszczańskim, w gminie Dobryszyce.
W latach 1975–1998 miejscowość należała administracyjnie do województwa piotrkowskiego.